# مسار خارجي للخلايا
 المسار الخارجي للخلايا هو مسار متخصص بعملية نقل المواد بين الخلايا عوضا عن مرورها داخل الخلايا. المسار يختلف عن أي مسار يمكن ان تسلكه الخلايا من حيث نوع الامتصاص.
في الأمعاء ترتبط الخلايا ببعضها عن طريق نقطة الملتقى بين الخليتين وتكون ملائمة وملتصقة ببعضها في جانبها القمي. اما المسار الثاني الذي يمكن ان تسلكه الخلايا هو ان تنتقل المواد داخل الخلايا ويسمى (Intracellular pathway). والفراغات الداخلية هذه تمثل نسبة قليلة من مساحة السطح للخلية الظاهرة.
كمية الأحكام والالتصاق في هذه المسارات يختلف بشكل كبير بين نوع الخلية الواحدة. وانتقال المواد بخارج الخلايا يقل بشكل كبير في (GI TRACT) بسبب عدد وحجم الفراغات الداخلية والتركيبات التي تربط الخلايا ببعضها فإنه يقل بشكل ملحوظ في خلايا الجسم الظاهرية.
المسار الخارجي لعملية الامتصاص مهم جدا لانتقال الايونات: مثل الكالسيوم، السكر، الاحماض الامينية، والببتيدات بالتراكيز الخاصة بهم وسعة كل مادة منهم داخل الخلية وعدد النواقل اللازمة لهم. الجزيئات الصغيرة المحبة للماء والأدوية الأيونية لا يمكنها العبور من الغشاء الخلوي للخلية ولكن في (GI epithelium) عن طريق المسار الخارجي للخلايا. وزن الجزيء يخترق المسار الخارجي عن طريق مواقع معينة في المسار عند نقطة (200 Da), بالرغم من انه وجد بعد البحث بقدرة هذا الغشاء على امتصاص الجزيئات الكبيرة، بالرغم بأنه عادة لا يتم الامتصاص إلا للجزيئات الصغيرة.
- ينقسم المسار الخارجي إلى نوعين:
- مسار المحلول المذاب مسار محلول المذاب هو معدل مرور المياه والمعادن خلال الغشاء الخلوي اعتمادا على حركة المياه.
- مسار الانتشار البسيط يعتمد بشكل كلي على حركة المياه الطبيعية.[1][4][5][6]